# موزه و کتابخانه ریاست جمهوری هری ترومن

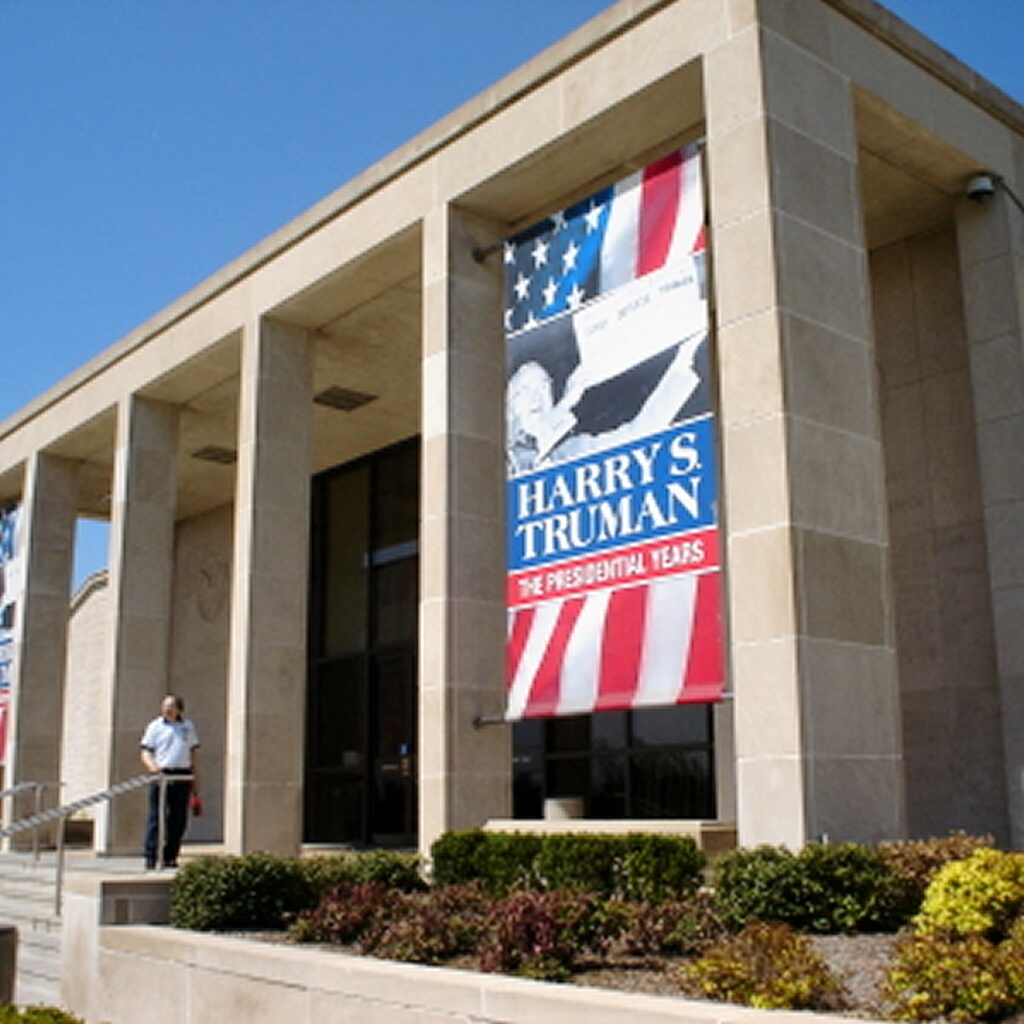
ساختمان اصلی کتابخانه

موزه و کتابخانه ریاست جمهوری هری ترومن (به انگلیسی: Harry S. Truman Presidential Library and Museum) یک مرکز فرهنگی و کتابخانه اسناد دولتی دوران ریاست جمهوری هری ترومن است.
این مرکز فرهنگی در کانزاس سیتی در میزوری قرار دارد.